# Budú (rapero)
Pedro Daniel Pérez Nieto (Caracas, Venezuela, 18 de junio de 1975), más conocido como Budú, es un rapero, presentador, animador y actor venezolano.

## Carrera musical
Proveniente de la parroquia San José sector Cotiza de Caracas, Budú empezó a vender estupefacientes para conseguir dinero después de quedar desempleado, y su juventud estuvo marcada por situaciones de pobreza y problemas con las autoridades. Al ver el lucro de la venta decidió dejar los estudios, por lo que solo llegó hasta el sexto grado. Sin embargo, al ver el sufrimiento de su familia y al ser buscado por las autoridades, decidió dejar la delincuencia y dedicarse a la música.
Después de haber trabajado por un tiempo en la movida urbana musical, Budú en 1996 se unió a la agrupación de hip-hop Tres Dueños junto a Carlos Madera, más conocido como El Nigga o simplemente Nigga, y Carlos Julio Molina llamado también Trece, que posteriormente pasó a llamarse DJ 13. Con ellos logró entrar en varias presentaciones de hip-hop de gran importancia en varios lugares del país. En el año 2000, Budú se unió al dúo musical Vagos y Maleantes, en el que estaba acompañado nuevamente por su compañero El Nigga. El sobrenombre de "Budú" vino mucho antes de que se uniera a la agrupación de hip-hop Vagos y Maleantes, indicando que como es "gordo y usaba argollas parecía un Buda". En 2002, llegó la primera producción de Vagos y Maleantes titulada “Papidandeando”, patrocinado por la disquera Subterráneo Records.
En julio de 2005 Tres Dueños lanzó su primera producción discográfica titulada “Grandes léxicos”. Entre los temas incluidos, “Fiera Salvaje” consiguió una gran popularidad y reproducción en las principales estaciones de radio del país, convirtiéndose en una canción identificativa de Tres Dueños. El mismo año Budú inició su carrera como solista y firmó un contrato con Sony Music de Venezuela, lanzando al mercado los álbumes “Mondongo” y “Zandunga”, compuesto por 18 temas, el EP “Antesala”. el sencillo “Badaboom”. Después en agosto de 2007, Tres Dueños sacó al mercado su nueva producción “Materia prima” un disco que contó con canciones con 19 temas. El mismo año el grupo empezó su primera gira, “Destrucción masiva”, entre parte de 2005 y comienzos de 2006, donde también tuvieron la oportunidad de presentarse en Asia, Europa, Estados Unidos y otros países de Latinoamérica. En 2010 el grupo lanzó su tercera producción, “Lujos y detalles”, integrado por veinte canciones.

## Filmografía
Budú pasó a trabajar en varias películas venezolanas, incluyendo Secuestro Express, Puras Joyitas, Papita, Maní, Tostón y Azotes de Barrio. En 2016, actuó en la película internacional Hands of Stone, sobre la vida del boxeador panameño Roberto «Mano de Piedra» Durán, donde compartió trabajo con artistas como Robert De Niro, Edgar Ramírez, Ana de Armas, Ellen Barkin, Jhon Turturro, Rubén Blades y Usher.
En 2019 Budú anunció que fue contratado por la plataforma Netflix.
| Año  | Película             | Personaje       |
| ---- | -------------------- | --------------- |
| 2005 | Secuestro Express    | Budú            |
| 2007 | Puras Joyitas        | Kong Kong       |
| 2013 | Azotes de Barrio     | Cabeza de Mango |
| 2013 | Papita, Maní, Tostón | El Choro        |
| 2016 | Hands of Stone       | Plomo Quiñones  |

## Discografía
Álbumes de estudio
- 2018 - Zandunga
- 2019 - Guest
- 2021 - Te Lo Dije a Mi Manera